# Kolumbianische Eishockeynationalmannschaft
Die Eishockeynationalmannschaft Kolumbiens ist eine Auswahl kolumbianischer Spieler, die das Land auf internationaler Ebene repräsentieren. Ihre bisherigen Erfolge (drei Titel bei Amerika-Turnieren sowie Sieger des IIHF Development Cup 2022) machen sie zum erfolgreichsten Eishockey-Nationalteam in Südamerika und zum zweiterfolgreichsten in Lateinamerika hinter WM-Teilnehmer Mexiko.

## Geschichte
Die kolumbianische Eishockeynationalmannschaft gab ihr Debüt auf internationaler Ebene im Rahmen des ersten pan-amerikanischen Eishockeyturniers im März 2014, welches vom Gastgeber Mexiko mit Unterstützung durch den Weltverband IIHF organisiert wird. Im ersten Gruppenspiel gewannen die Kolumbianer, die fast ausschließlich mit Inlinehockeynationalspielern anreisten, ihr Länderspieldebüt gegen Argentinien deutlich mit 11:1. Dies war zugleich das erste Länderspiel einer Eishockeynationalmannschaft Kolumbiens. Im Turnierverlauf konnten die Kolumbianer schließlich noch Brasilien mit 14:0 besiegen, ehe sie wiederum Argentinien im Spiel um Platz drei mit 9:1 besiegten und den dritten Platz belegten. Die beiden folgenden Turniere 2015 und 2016 konnten sie jeweils vor Mexiko für sich entscheiden, wobei 2015 das entscheidende Gruppenspiel mit 6:5 gewonnen wurde, während man 2016, als nach den Gruppenspielen ein Endspiel der beiden Gruppenbesten ausgetragen wurde, nach den Gruppenspielen noch hinter den Mittelamerikanern lag, das Finale dann aber mit 3:2 nach Penaltyschießen gewann. 2017 wurde dann das Finale gegen Mexiko mit 0:1 verloren, so sprang am Ende Platz zwei heraus. Beim pan-amerikanischen Eishockeyturnier 2017 nahm auch eine kolumbianische B-Mannschaft teil, die Platz sechs unter neun Teams belegte.
Nachdem dieses Turnier eingestellt worden war, nahm Kolumbien 2019 bis 2022 am Latam-Cup teil und kam in ersten beiden Auflagen ins Finale: 2019 wurde Kolumbien (nach Siegen gegen Brasilien, Argentinien, Chile und Venezuela) mit einer 2:4-Finalniederlage gegen Jamaika Zweiter, 2021 gewann das Team das Turnier (nach Vorrunden-Niederlagen, aber Play-off-Siegen gegen Argentinien und Libanon) mit einem 5:1-Finalsieg gegen Puerto Rico. 2022 belegte Kolumbien beim „Spring Classic“ dieses Turniers den dritten Platz, 2023 in der Division 1 nur noch den vierten Platz.
Im Mai 2022 gewann Kolumbien jedoch bei seiner ersten Teilnahme den IIHF Development Cup 2022 im deutschen Füssen, ein Eishockeyturnier für Länder, die nicht an Weltmeisterschaften teilnehmen. Das Team blieb dabei mit Siegen gegen Portugal (16:3), Andorra (8:3), Liechtenstein (3:1) und Algerien (11:1) sowie einem Unentschieden gegen Irland (3:3) ungeschlagen. In den folgenden Ausgaben 2023 und 2024 wurde Kolumbien allerdings nur noch zweimal Dritter.

### Pan-amerikanisches Eishockeyturnier
- 2014: 3. Platz
- 2015: 1. Platz
- 2016: 1. Platz
- 2017: 2. Platz

### IIHF Development Cup
- 2022: 1. Platz
- 2023: 3. Platz
- 2024: 3. Platz